# Jamanaka Sinja
Jamanaka Sinja (japánul 山中 伸弥, Hepburn-átírással Yamanaka Shin'ya; szül. 1962. szeptember 4. –) japán orvos és kutató biológus. A Center for iPS Cell Research and Application igazgatója, a Kiotói Egyetem Institute for Frontier Medical Sciences vezetője, valamint a International Society for Stem Cell Research (ISSCR) elnöke. 2012-ben John Gurdonnal közösen elnyerte a fiziológiai és orvosi Nobel-díjat, mert felfedezte, hogy a sejtek differenciálódása visszafordítható és azok újból pluripotenssé tehetők.

## Tanulmányai és munkahelyei
Jamanaka Sinja 1962. szeptember 4-én született az Oszaka prefektúrában fekvő Higasiószaka városában. Szüleinek családi üzeme varrógépalkatrészeket gyártott. A középiskolát a Tennódzsi gimnáziumban végezte. Orvosi diplomáját a Kóbei Egyetemen szerezte 1987-ben; PhD fokozatát az Oszakai Városi Egyetemen 1993-ban kapta meg.
Diákévei alatt rendszeresen sportolt (dzsúdóban kétdanos fekete öves mester, ezen kívül rögbizett is, manapság pedig maratoni futó) és sokszor megsérült, legalább tíz alkalommal csonttörést is szenvedett. Jamanaka ezért orvosi diplomája megszerzése után az ortopéd sebészet felé orientálódott. A sikerek azonban elkerülték, első műtétje, amelynek során barátjáról vett le egy jóindulatú daganatot, a szokásos tíz perc helyett több mint egy óráig tartott. Bizonytalansága, ügyetlensége miatt nevetségessé vált a többi orvos szemében.
1993 és 1996 között ösztöndíjjal a San Franciscó-i Gladstone Institute of Cardiovascular Disease-nél dolgozott, ahol őssejtkutatással foglalkozott. Miután visszatért Japánba, az Oszakai Városi Egyetem adjunktusa lett, de állítása szerint többet foglalkozott az egérketrecek takarításával, mint tényleges kutatással. 1999-ben megpályázott egy adjunktusi állást a Nara Institute of Science and Technology-nál, ahol visszatérhetett az őssejtkutatáshoz. 2003-ban professzorrá léptették elő. 2004 és 2010 között Institute for Frontier Medical Sciences professzora volt. Jamanaka jelenleg a Kiotói Egyetemen a Center for iPS Cell Research and Application vezetője.
2006-ban felkeltette a nemzetközi tudományos élet és a sajtó figyelmét azzal, hogy sikerült  a differenciálódott testi sejteket génbevitellel újból pluripotenssé tennie és ezzel elkerülhetővé vált az őssejtkutatásban az embrionális sejtek használata és a magzatok elpusztítása. .

## Eredményei az őssejtkutatásban

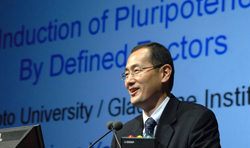
Jamanaka Sinja előadása a NIH-ben, 2010 februárjában

### Előzmények
Korábban úgy gondolták, hogy a differenciálódott sejtek (vagyis amelyek valamilyen szöveti sejtté, izom-, máj-, kötőszöveti sejtté fejlődtek) végleg abban az állapotukban maradnak, és hogy a differenciálódás egyirányú, megfordíthatatlan folyamat. Valódi őssejtek, amelyek többféle sejttípussá képesek fejlődni, csak az embriókban találhatók, illetve korlátozott fajtájúak a felnőtt szervezetben is megmaradnak a bőrben, bélben, csontvelőben, ahol a sejtek nagymértékű pótlására van szükség.
1962-ben John B. Gurdonnak sikerült békák bélbolyhaiból vett, differenciált epitéliumsejt sejtmagját egy sejtmagirtott békapetébe átvinnie, és a petéből egészséges ebihal fejlődött ki. Ezzel megingatta a korábbi nézeteket, bebizonyította, hogy legalábbis a sejtmagban a differenciálódás során végbemenő epigenetikus (nem DNS-szintű, de a génkifejeződést szabályozó) változások visszafordíthatóak és minden sejtben megmarad a pluripotencia lehetősége. A teljes sejtre vonatkozóan azonban ekkor még nem sikerült megtalálni a megfelelő körülményeket.  

### Jamanaka Sinja kutatása
Jamanaka úgy vélte, hogy az embrionális őssejtek állapotát a gének bekapcsolását szabályozó transzkripciós faktorok tartják fent, ezért kiválasztott 24, az őssejtekben aktív transzkripciós faktort és génjüket géntechnológiai módszerrel differenciálódott, szomatikus sejtekbe vitte be. Első lépésként mind a 24 faktor génjét retrovirális vektorral kötőszöveti fibroblaszt sejtekbe vitte be, aminek eredményeképpen néhány sejtkolónia valóban az őssejtekhez hasonlóan kezdett el viselkedni. Ezután megpróbálta leszűkíteni a jelöltek számát és hosszas munkával végül megállapította, hogy négy faktor (Myc, Oct3/4, Sox2 és Klf4) elegendő ahhoz, hogy az egér kifejlődött fibroblasztjait pluripotens őssejtekké alakítsa. Ezeket a sejteket indukált pluripotens őssejteknek (angol rövidítéssel iPS) nevezte el. 2007-ben humán iPS sejteket is sikerült előállítania.
Felfedezésének terápiás alkalmazását korlátozta, hogy a fibroblasztok csak nagyon kis gyakorisággal revertáltak vissza őssejtté, valamint, hogy a mesterségesen bevitt transzkripciós faktorok tumorkeltőek voltak. A hátrányok ellenére Jamanaka felfedezése alapvető jelentőségű volt, és teljesen új kutatási területeket nyitott meg. 

### Későbbi eredmények, távlatok
Jamanaka eredeti, Nobel-díjjal jutalmazott munkája után a módszereket továbbfejlesztették és jelentős új eredmények születtek.
A retrovirális vektorok helyett más módon viszik be a sejtekbe a transzkripciós faktorok génjeit (vagy magukat a faktorokat, esetleg mRNS-üket), ezzel csökkenteni lehet a tumorok kialakulásának esélyét.
Más típusú szövetek (pl. idegszövet) esetében is meghatározták az átalakításhoz szükséges transzkripciós faktorokat.
Jelentős munka folyik azon, hogy az iPS sejteket sérült szervek pótlására, terápiás módon lehessen felhasználni.

## Elismerései
Jamanaka Sinja 2007-ben már szerepelt a Time magazin Év Embere válogatásában, 2008-ban pedig a 100 döntős közé jutott.
2010-ben eredményeiért megkapta Kiotó-díjat (egyfajta japán Nobel-díjat). Ugyanebben az évben az Egyesült Államok egyik legrégebbi és legnagyobb presztízsű oktatókórháza, a Mount Sinai Hospital díszdoktorává avatta; ősszel pedig megkapta a Balzan-díjat.
2011 júniusában Takahasi Kazutosival közösen elnyerte a McEwen Innovációs díjat.
2012 júniusában Linus Torvaldssal közösen megkapta a Millennium Technology-díjat.
2012 októberében John Gurdonnal együtt neki ítélték a fiziológiai és orvosi Nobel-díjat ’’annak felfedezéséért, hogy az érett sejtek újból pluripotenssé programozhatóak’’.
2013-ban megkapta az élettani Breakthrough-díjat

## Fordítás
- Ez a szócikk részben vagy egészben  a   Shinya Yamanaka című angol Wikipédia-szócikk ezen változatának fordításán alapul.  Az eredeti cikk szerkesztőit annak laptörténete sorolja fel. Ez a jelzés csupán a megfogalmazás eredetét és a szerzői jogokat jelzi, nem szolgál a cikkben szereplő információk forrásmegjelöléseként.